# Raydale Park
Raydale Park - stadion piłkarski, położony w mieście Gretna, Szkocja. Oddany został do użytku w 1946 roku. Od tego czasu swoje mecze na tym obiekcie rozgrywa zespół Gretna F.C. Jego pojemność wynosi 6 000 miejsc.
W sezonie 2005/06 Gretna F.C. zakwalifikowała się do Pucharu UEFA, pomimo porażki w finale Pucharu Szkocji z Heart of Midlothian F.C. (Hearts zajmując 2 miejsce w lidze zakwalifikowali się do Ligi Mistrzów). Raydale Park, posiadający wtedy pojemność 2 500 miejsc, okazał się zdecydowanie za mały oraz nie spełniał wymogów UEFA do rozgrywania na nim meczu pucharowego. 
Swoje spotkanie (przegrane 1:5 z Derry City F.C.) Gretna F.C. rozegrała na Fir Park w Motherwell. Mecze sezonu 2007/08 w Scottish Premier League, Gretna rozgrywać będzie na Fir Park, do czasu aż na Raydale Park zakończy się przebudowa. W wyniku prac na Raydale Park, pojemność stadionu zostanie zwiększona do 6 000 miejsc, zaś sam obiekt spełniać będzie wszystkie wymogi bezpieczeństwa Scottish Premier League. Do tego czasu fani Gretna F.C. będą zmuszeni pokonywać 150 mil, aby zobaczyć mecze swojej drużyny.